# Neues UN-Hochhaus
Das Neue UN-Hochhaus (offiziell Klimaturm oder Climate Tower), unter Bezug auf den Langen Eugen im Volksmund auch „Kleiner Eugen“ genannt, ist ein Hochhaus in der Bundesstadt Bonn.
Das Gebäude liegt im Bundesviertel, einem Stadtteil von Bonn, am Rheinufer (Stresemannufer) und ist neben dem Alten Wasserwerk innerhalb des UN-Campus lokalisiert. Die Bauarbeiten des 65 m hohen Turmes begannen unter der Leitung des Bundesamtes für Bauwesen und Raumordnung nach der Grundsteinlegung vom Oktober 2016 im Dezember 2016. Im Juni 2019 wurde das Richtfest gefeiert, im Herbst 2020 wurde die 7000 m² große Fassadenfläche fertiggestellt, die Gesamtfertigstellung sowie die Übergabe an die Vereinten Nationen erfolgte nach Abschluss der Innenarbeiten und Vollendung der Außenanlagen am 10. Februar 2022 und der Bezug erfolgt ab April 2022. Das Neue UN-Hochhaus bietet auf 17 Stockwerken und 13.500 m² Fläche etwa 330 Mitarbeitern des Klimasekretariats der Vereinten Nationen Platz. Die Baukosten belaufen sich auf etwa 79,3 Millionen Euro. Das Gebäude war zwischenzeitlich das achthöchste Gebäude der Stadt, wurde jedoch zwei Jahre nach dem Richtfest durch das Hochhaus des Stadtquartiers Neuer Kanzlerplatz auf Platz neun verwiesen.

## Galerie

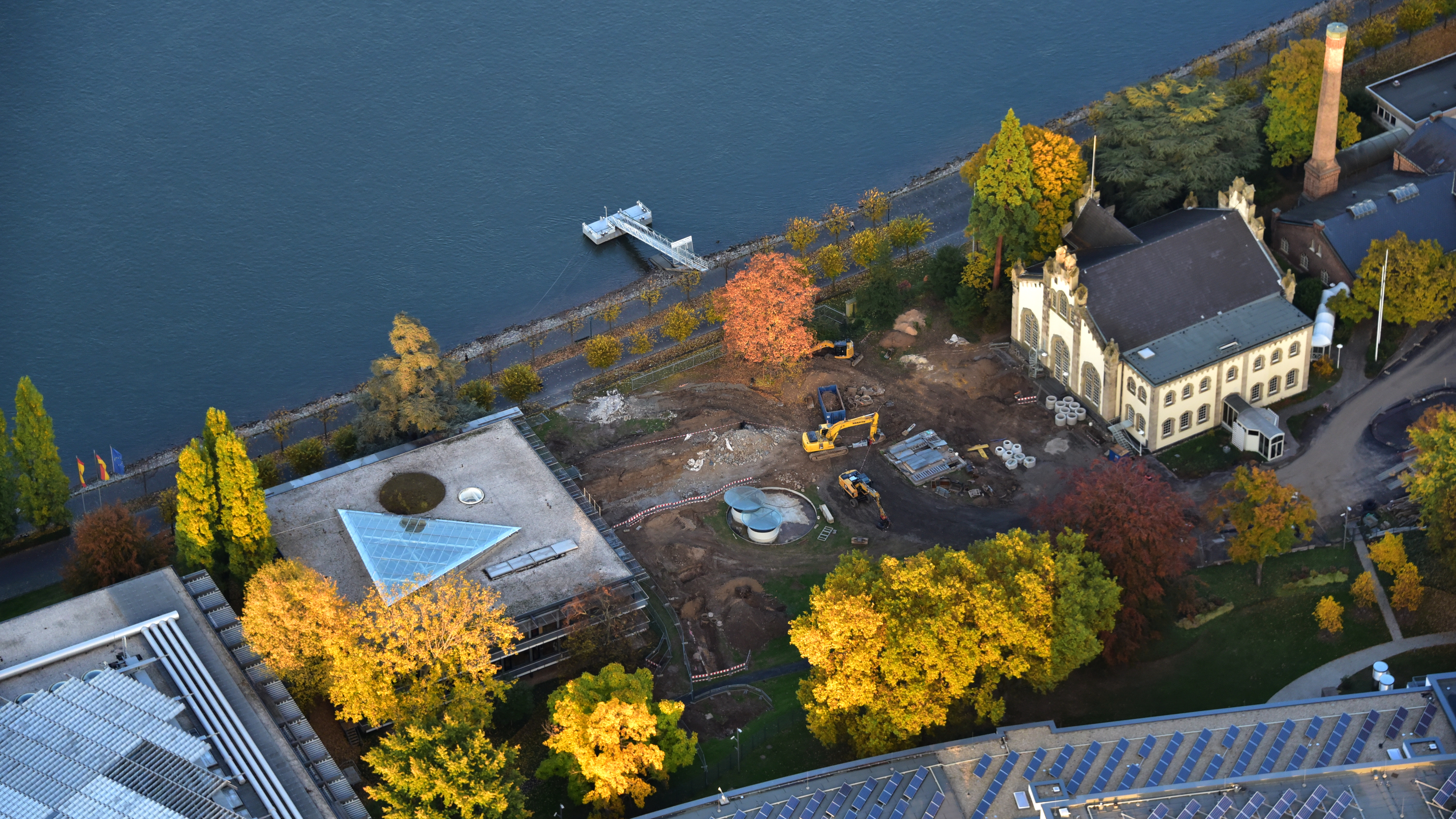
Die zukünftige Baufläche aus der Luft betrachtet, 29. Oktober 2016
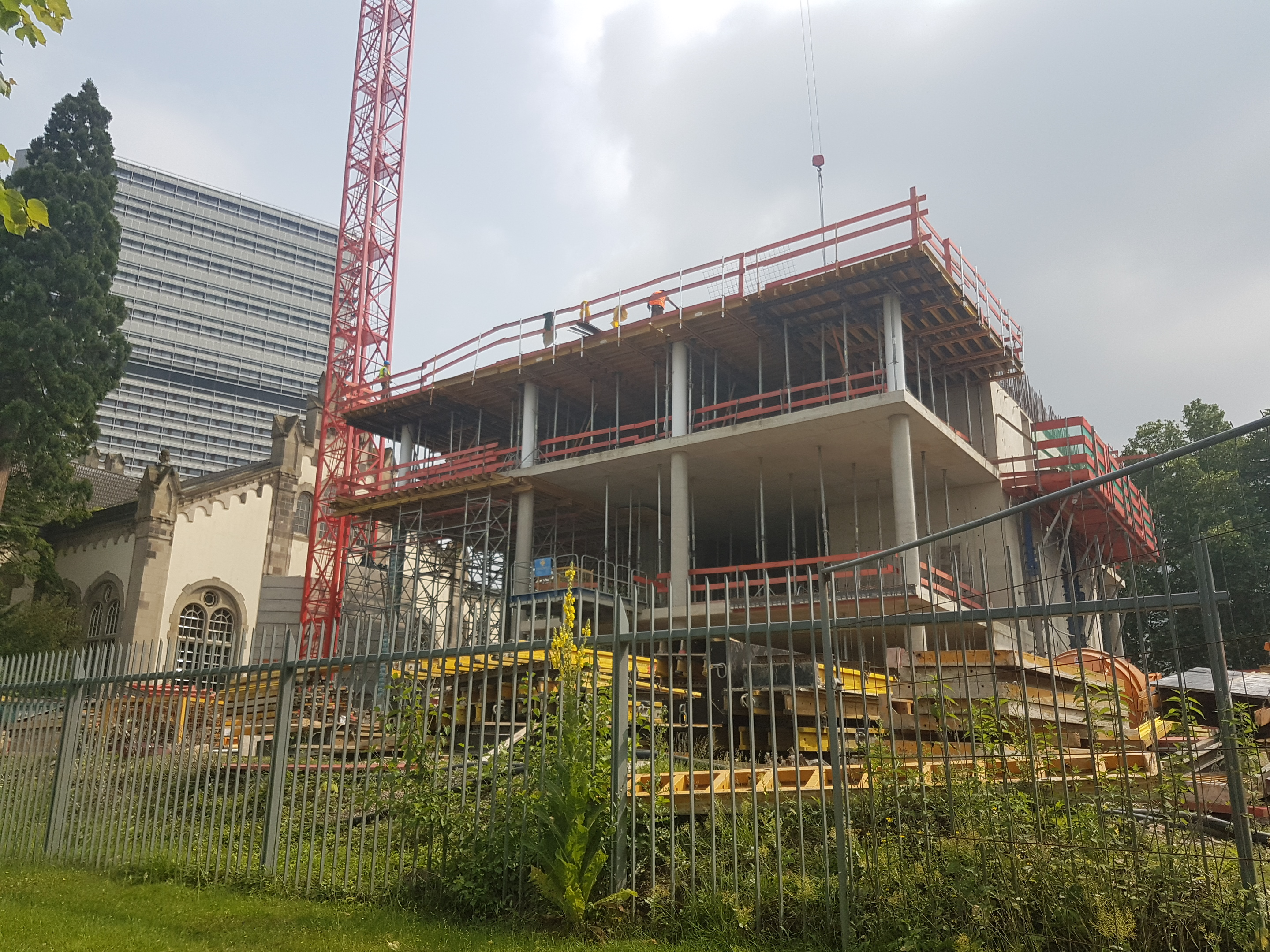
Die Baustelle am 8. Juni 2018
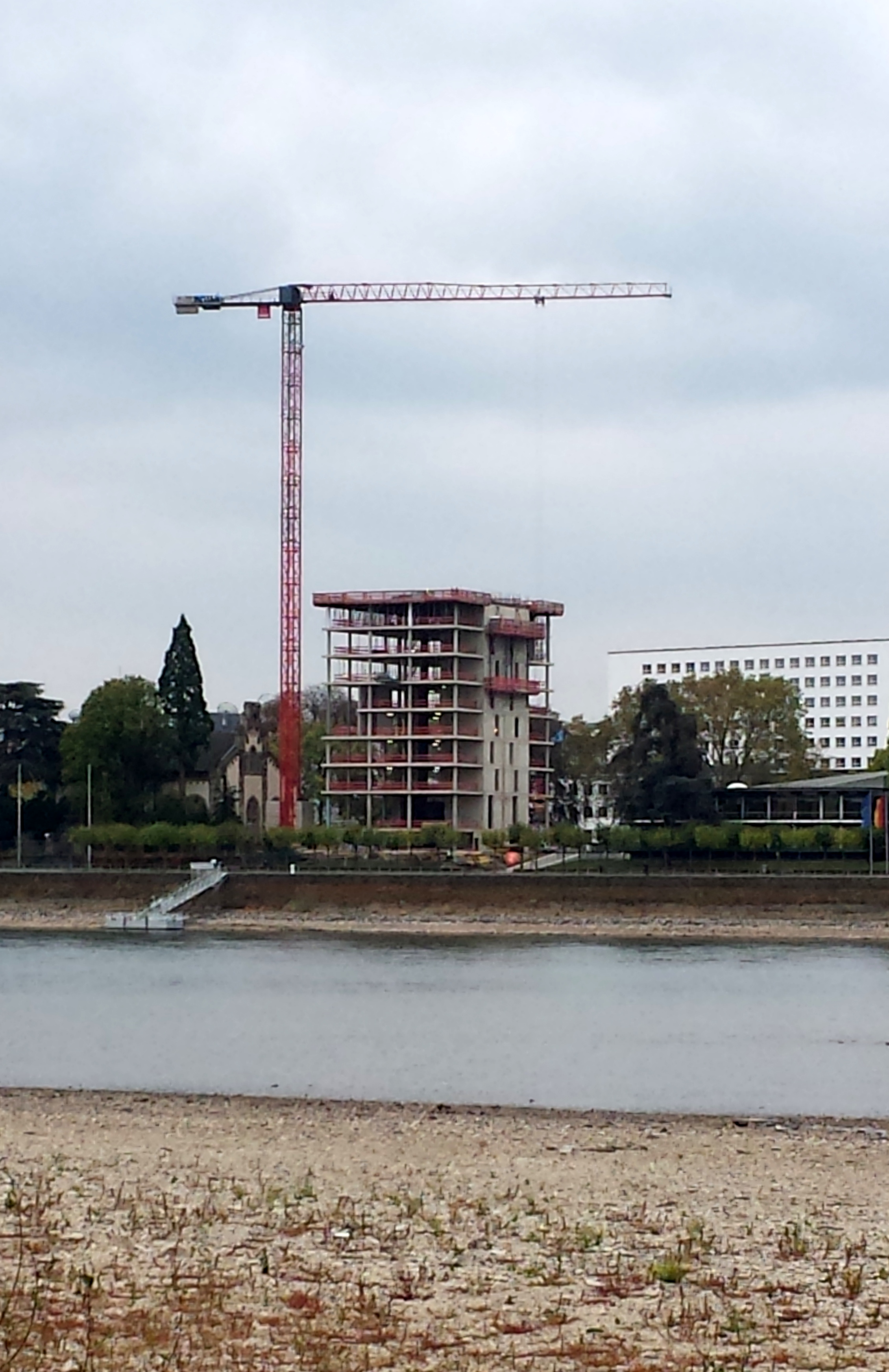
26. Oktober 2018
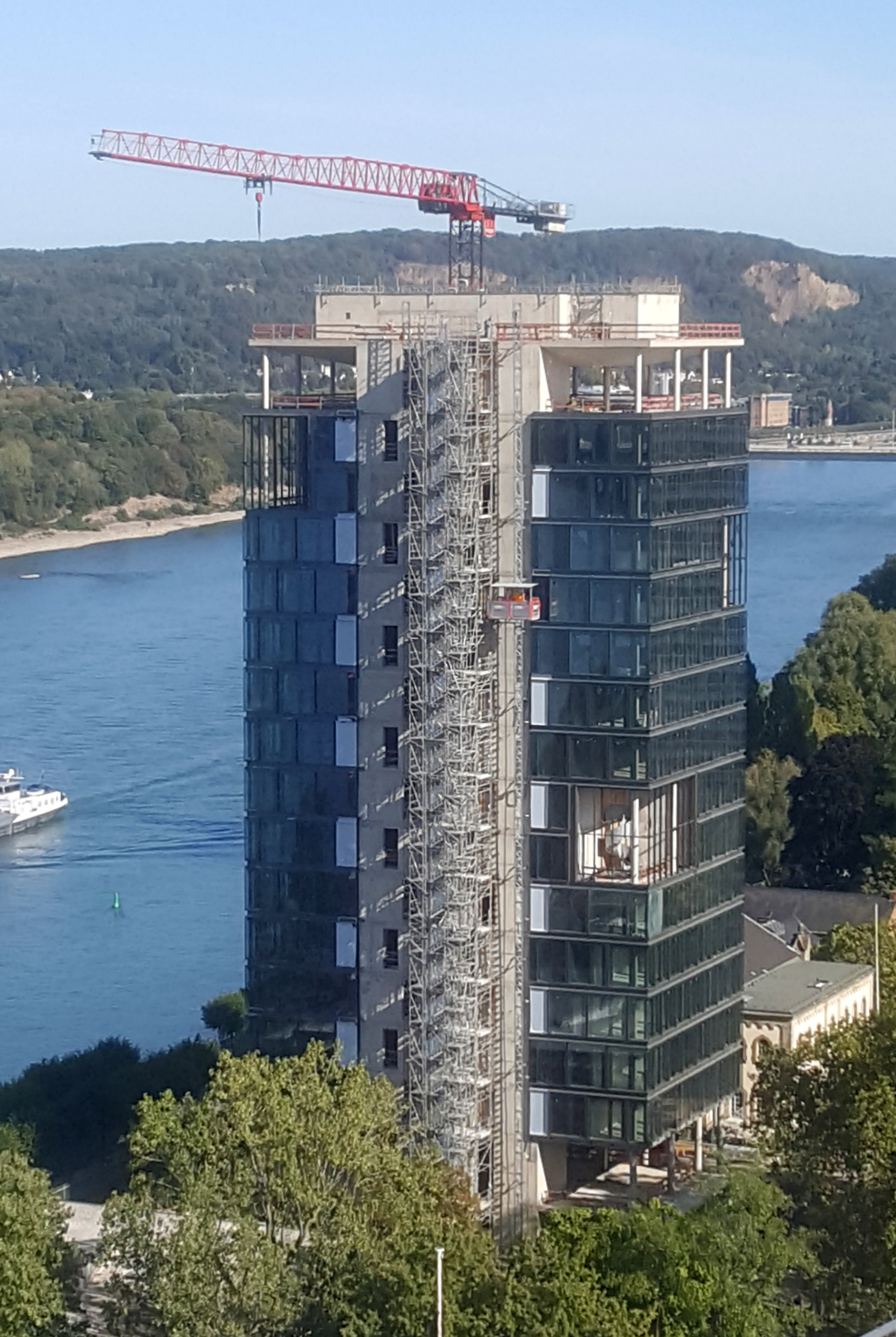
20. September 2019